# Zenkevitchiella tridentae
Zenkevitchiella tridentae is een eenoogkreeftjessoort uit de familie van de Bathypontiidae. De wetenschappelijke naam van de soort is voor het eerst geldig gepubliceerd in 1970 door Wheeler.